# Группа 61

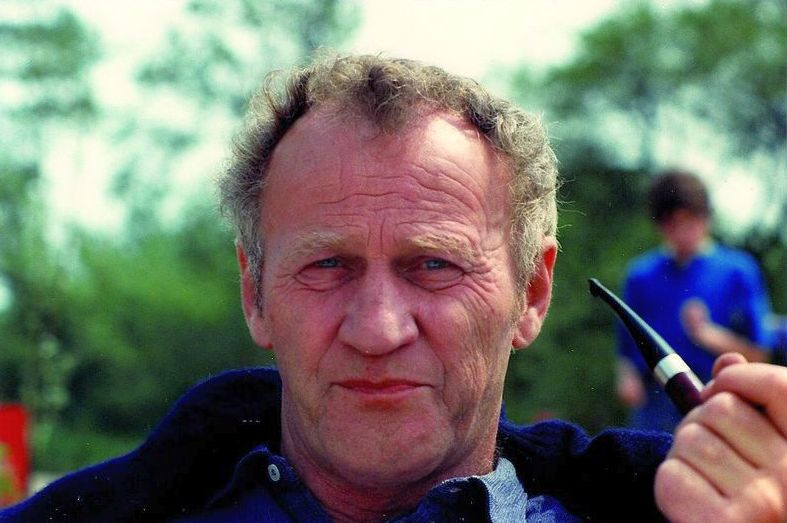
Один из основателей Группы 61 Макс фон дер Грюн

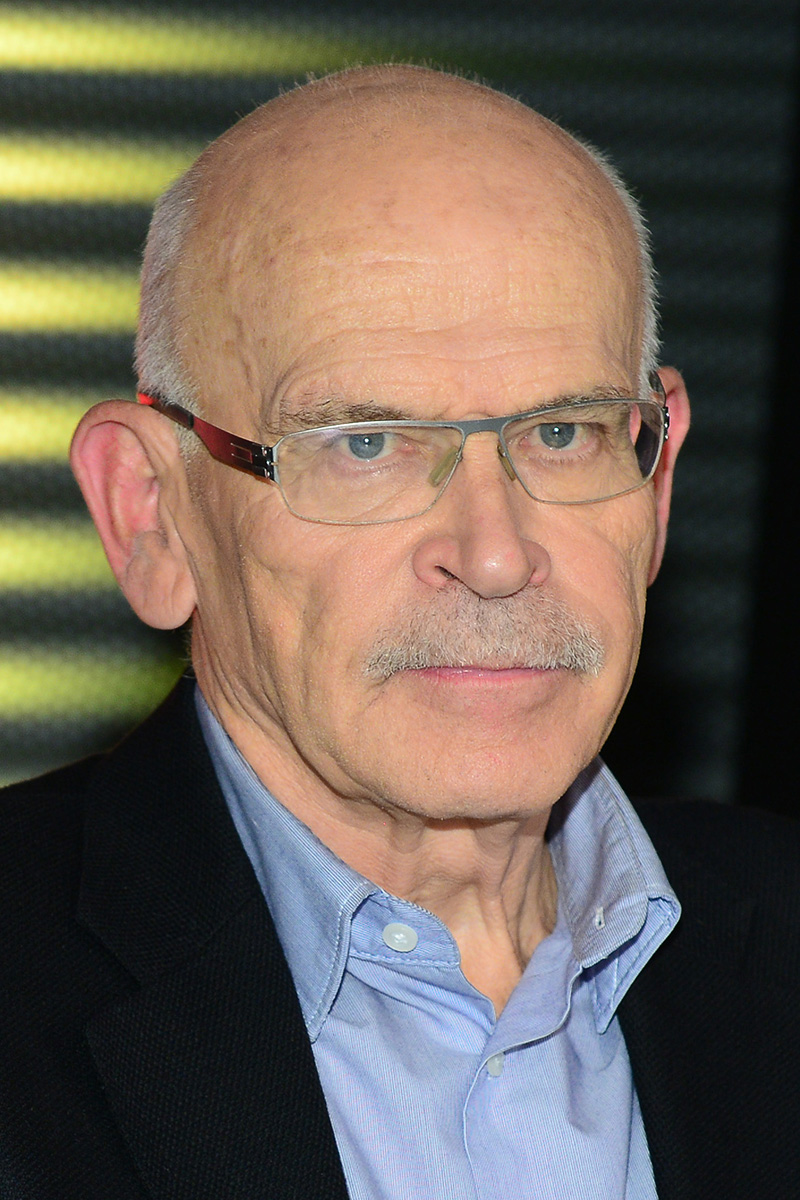
Один из основателей Группы 61 Гюнтер Вальраф

Группа 61 или Дортмундская группа 61 (нем. Dortmunder Gruppe 61) — литературное объединение писателей ФРГ. Названо по году создания — 1961.
В числе создателей «Группы 61» были Макс фон дер Грюн, Гюнтер Вальраф и Кристиан Гайслер, активными членами — Дитер Зюверкрюп, Франц Йозеф Дегенхардт, Эрика Рунге.
Тяготело к документализму и острой социальной критике. В своём творчестве освещали проблемы жизни рабочих, шахтёров.
Основные жанры: рассказ, зарисовка, репортаж, стихи, сцены для уличного театра.
В 1970 наиболее радикальные члены «Группы 61» выделились в «Объединение кружков рабочей литературы» («Werkkreis Literatur der Arbeitswelt» или «Werkkreis 70»). Члены «Кружков», в их числе Гюнтер Вальраф, Ангелика Мехтель, Эрика Рунге и Гюнтер Вестерхоф, стремились к максимальной общественно-политической действенности литературы, к приобщению рабочих к литературному творчеству.